# Capilla de la Aurora (Énova)
La capilla de la Aurora de Énova, en la Ribera Alta, es un templo católico datado del siglo XVIII, ubicado en un edificio de 1770 aproximadamente, posiblemente una casa particular que acabó dándose a la Iglesia para convertirse en lugar sagrado. Se levanta entre otras dos viviendas particulares, en el número 26 de la calle Major de Énova. La capilla está retranqueada presentando en la parte delantera una especie de patio cuadrado cerrado por unas rejas de obra y forja a nivel de las otras casas de la calle.

## Historia y descripción
Según los autores, durante el tiempo de la revolución liberal (décadas de 1800-1830), el clero rural animó el culto a la Aurora Divina para evitar el laicismo mediante la arraigada devoción popular en los rezos callejeros: los rosarios de la Aurora , que eran combatidos por los republicanos anticlericales a base de bastones. Las fiestas de la Aurora estaban en manos de los jóvenes que debían empezar ese año el servicio militar, las quintas del pueblo.
Se trata de un pequeño edificio, con unas dimensiones más de habitación que de capilla. La fachada es muy sencilla, presenta una moderna puerta rectangular de hierro y vidrio, y en ella cabe destacar la espadaña que remata el frontón, que presenta en vez de campana un retablo de azulejos cerámicos con imagen de la titular y la fecha de 1963.
En el interior de la capilla es una nave única cubierta por bóveda de cañón con arcos torales, y en él se encontraba una imagen de Ignacio Vergara Gimeno, que fue destruida durante la guerra de 1936. En 1943 fue reemplazada por una imagen nueva, obra de Enric Galarza Moreno.
El techo de la ermita presenta pinturas de estilo pompeyano, datadas del siglo XVIII, de autor desconocido y poca importancia artística.
El edificio y su interior están en perfecto estado de conservación, por el uso de la capilla para servicios litúrgicos.

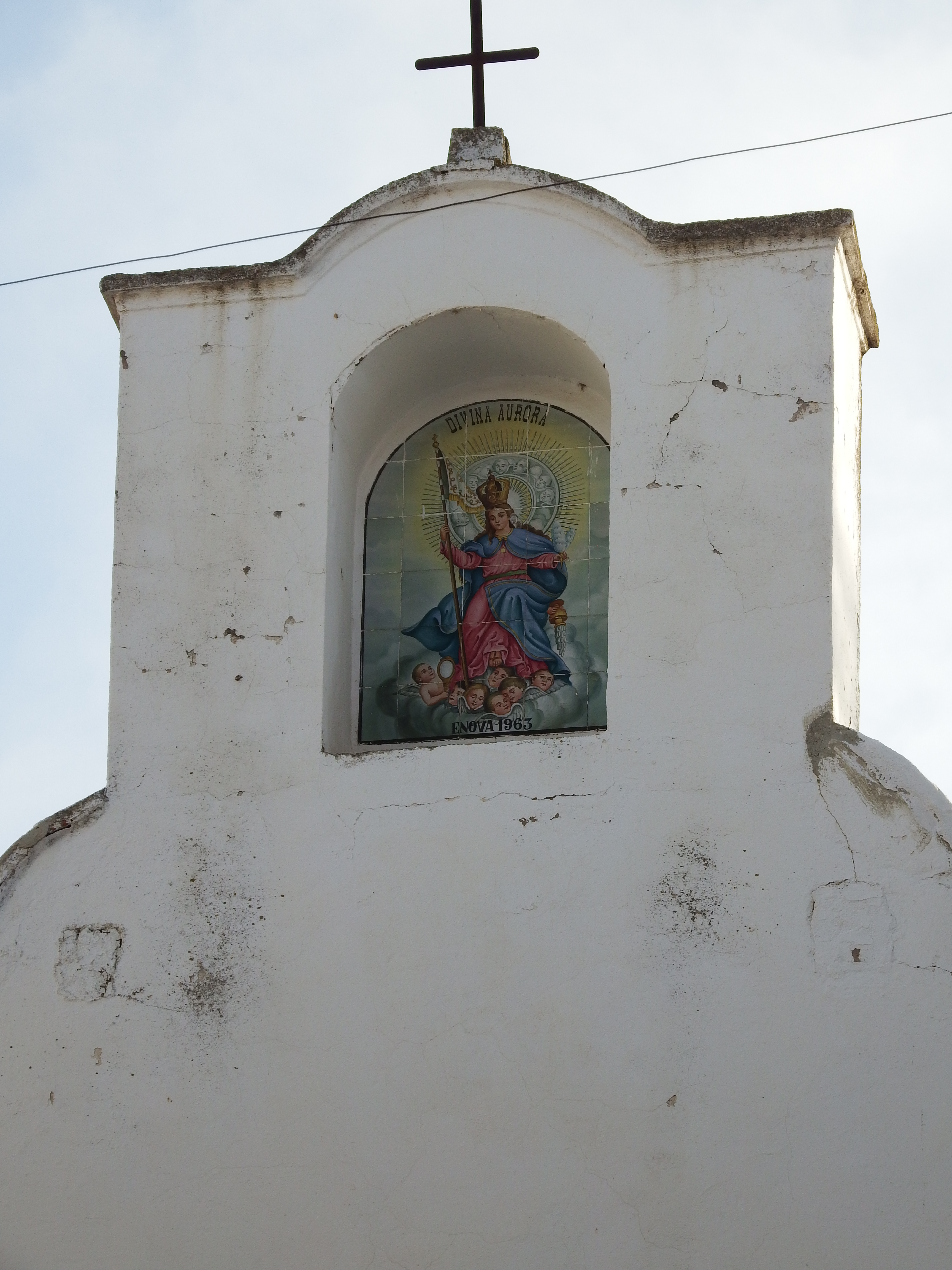
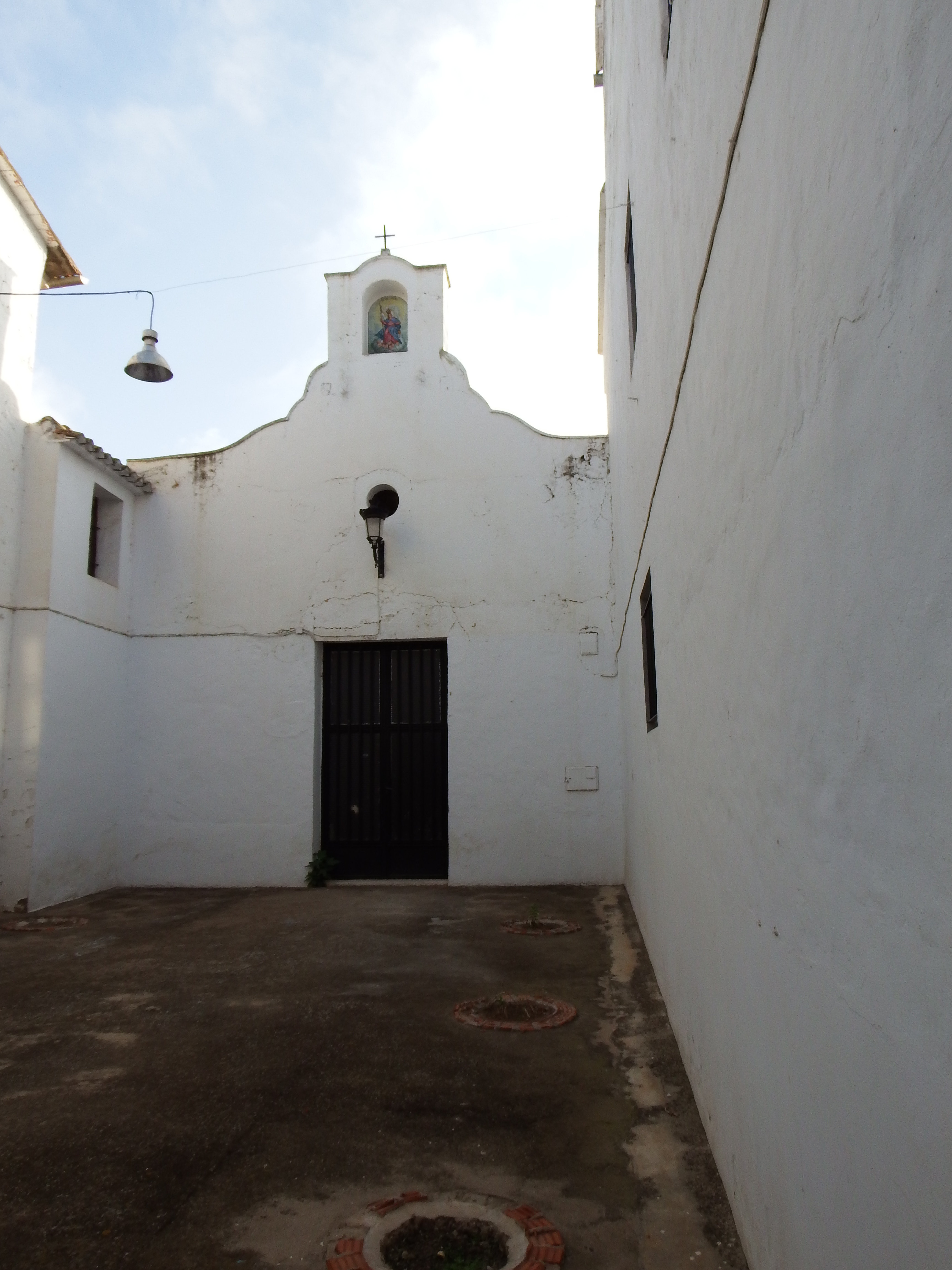
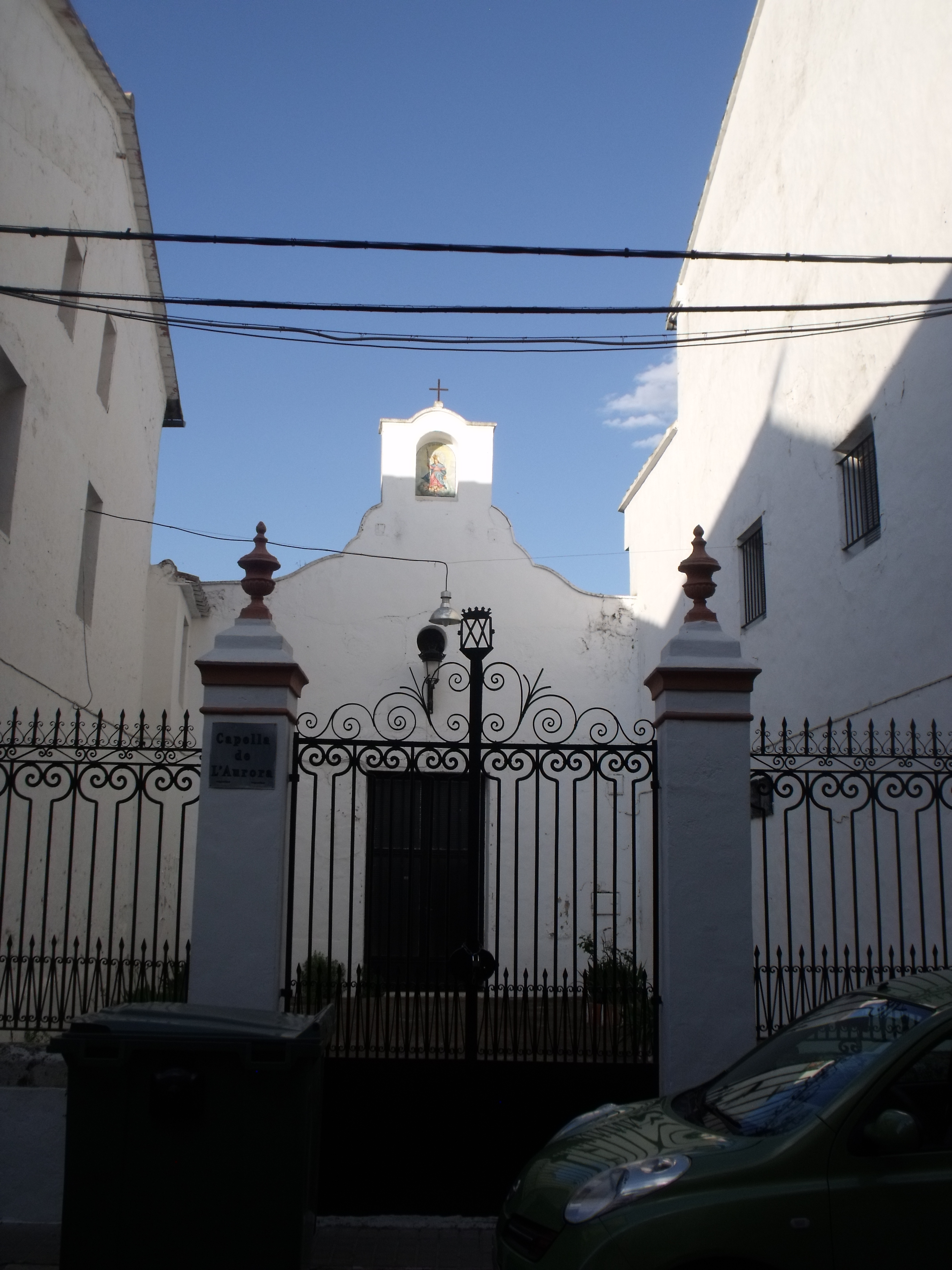
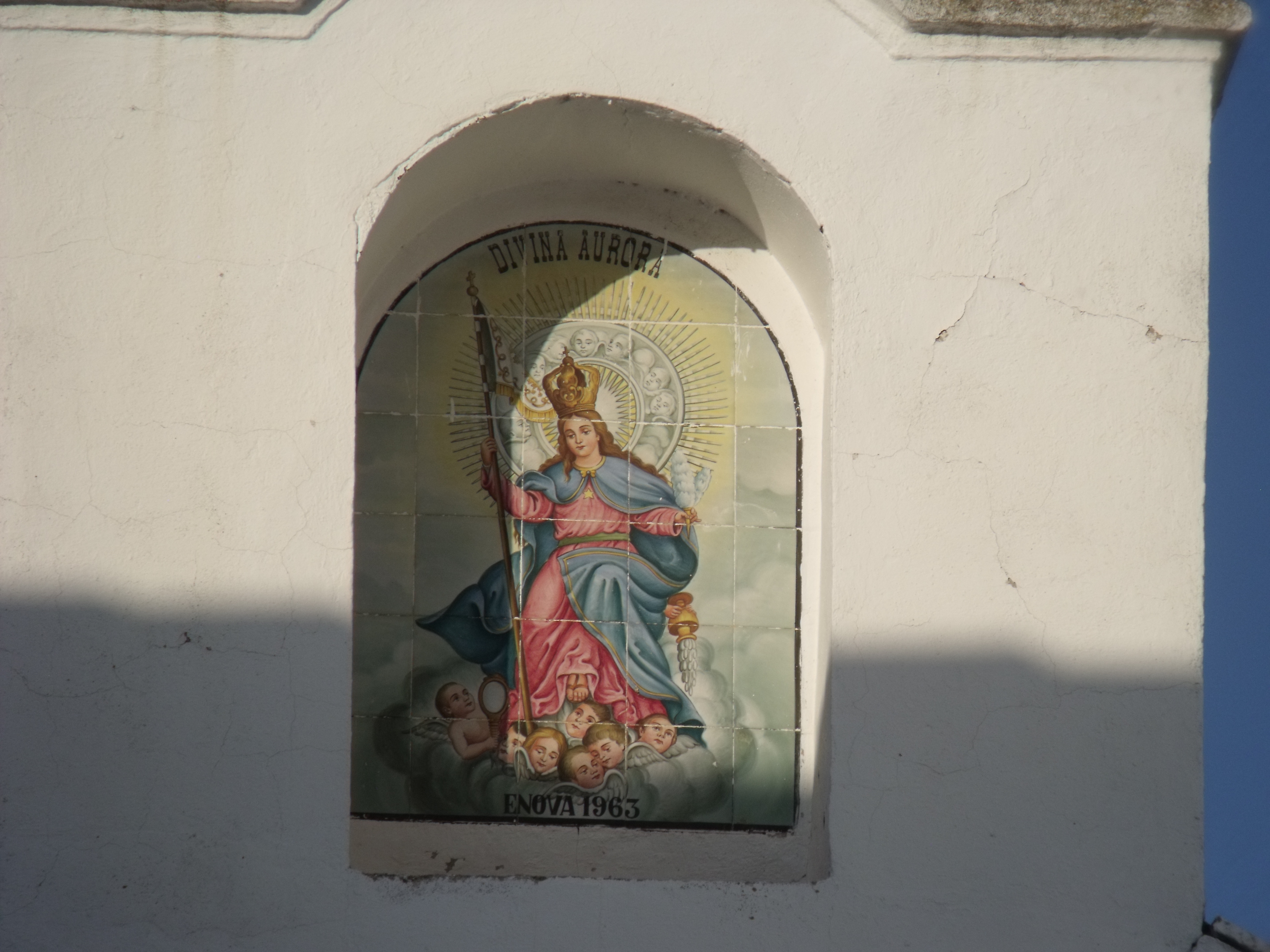

## Fiesta de la Divina Aurora
La población celebra fiestas en la Divina Aurora durante la última semana del mes de julio, con numerosos actos religiosos y populares.